# Енбекшидихан
Енбекшидихан (каз. Еңбекшідихан — трудовое крестьянство) — село в Сауранском районе Туркестанской области Казахстана. Входит в состав Урангайского сельского округа. Код КАТО — 512643200.
На южной окраине села расположены памятники архитектуры XIX века — мавзолей Имам Маркозы и минарет, которые входят в список памятников истории и культуры местного значения Туркестанской области.

## Население
В 1999 году население села составляло 1534 человека (772 мужчины и 762 женщины). По данным переписи 2009 года, в селе проживало 1859 человек (942 мужчины и 917 женщин).